# NGC 4079
NGC 4079 је спирална галаксија у сазвежђу Девица која се налази на NGC листи објеката дубоког неба.
Деклинација објекта је - 2° 22' 59" а ректасцензија 12h 4m 49,9s. Привидна величина (магнитуда) објекта NGC 4079 износи 12,8 а фотографска магнитуда 13,6. NGC 4079 је још познат и под ознакама UGC 7067, MCG 0-31-34, CGCG 13-67, IRAS 12022-0206, PGC 38240.